# Atelier de Guillaume Lambert

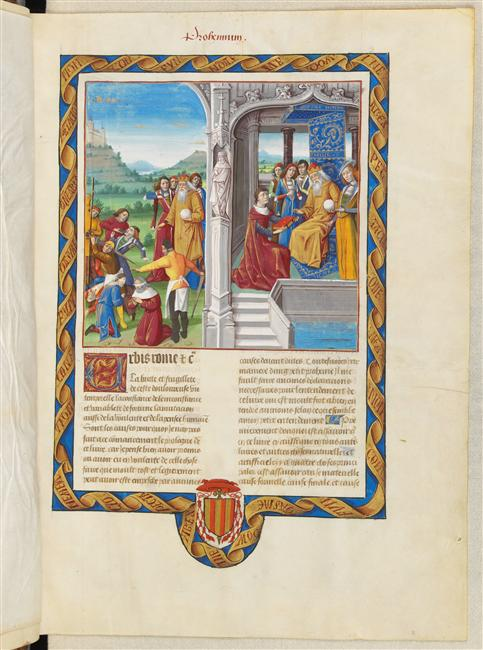
Dits et faits mémorables, Musée Condé Ms833, f3r.

L'atelier de Guillaume Lambert est un groupe d'artistes enlumineurs actifs à Lyon vers 1475-1500. Il doit son nom à un copiste qui a laissé son nom dans un livre d'heures réalisé par cet atelier. Aucun des artistes n'a pu être identifié, mais ils ont été distingués sous les noms de Maître de Guillaume Lambert, Maître du Getty 10, Maître de Rosenberg, Maître de l'Histoire ancienne et le Maître de Boilly. Une trentaine de manuscrits enluminés par ces artistes sont encore conservés.

## Historiographie

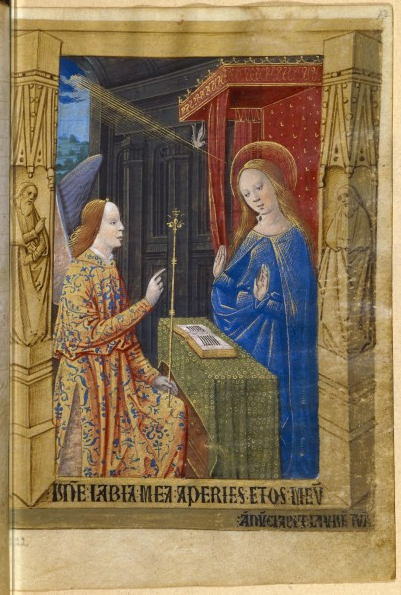
Annonciation, Livre d'heures, BNF, NAL3117

Le nom de cet atelier doit son nom à un livre d'heures daté de 1484 et signé par son copiste sous le nom de Guillaume Lambert, « escrivain de lettres de formes ». Ce livre, après avoir été mentionné dans un catalogue du libraire londonien Quaritch en 1931, a longtemps été conservé par un collectionneur privé avant d'être acquis par le libraire suisse Tenschert en 1993 (aujourd'hui à la Pierpont Morgan Library, Ms. 1162). Il a aussi rédigé un missel aujourd'hui conservé à la bibliothèque municipale de Lyon (Ms. 516). Un autre livre d'heures présent aussi dans le même catalogue Quaritch de 1931 est aussi enluminé par la même main (aujourd'hui à la BNF, NAL 3117). Selon Jean Porcher, cet artiste serait un élève de Jean Colombe influencé par Jean Bourdichon. Dagmar Thoss et Otto Pächt attribuent à cet artiste de nouveaux manuscrits dont le Cod.s.n.2598 de la Bibliothèque nationale autrichienne. L'historien de l'art américain John Plummer le désigne pour la première fois en 1982 sous le nom de Maître de Guillaume Lambert et regroupe sous son nom de nouveaux manuscrits dont le Ms.83 de la Morgan Library and Museum. Il le localise pour la première fois à Lyon. L'historienne de l'art américaine Lynn Jacobs parvient à élargir la production de l'artiste à son atelier en distinguant trois mains dans un groupe de manuscrits de plus en plus large, attributions encore complétées la même année par François Avril en 1993. Elizabeth Burin, dans sa thèse sur l'enluminure à Lyon à la fin du XVe siècle, distingue quant à elle jusqu'à cinq mains différentes au sein de cet atelier lyonnais.

## Activité de l'atelier
Très peu des manuscrits attribués à cet atelier sont datés précisément : trois d'entre eux sont datés entre 1478 et 1484. Les autres manuscrits pour lesquels des dates peuvent être avancées n'ont pas pu être enluminés après le milieu des années 1495. La période d'activité de l'atelier est donc à peine d'une vingtaine d'années. D'après les différents enlumineurs anonymes distingués au sein de l'atelier, le Maître du Getty 10 est sans doute le plus âgé, actif dès 1478 mais cessant son activité vers 1490. Le Maître de Rosenberg est peut-être son assistant, de même que les trois autres enlumineurs, mais il est difficile de distinguer une hiérarchie en leur sein tellement les modèles et les inspirations sont partagés. Ils collaborent ensemble à de nombreux projets d'ouvrages. Ils étaient probablement réunis pour des raisons pratiques, un même atelier permettant de partager les coûts de fabrication, de personnels, tout en permettant d'assurer des commandes importantes. Le rôle du copiste Guillaume Lambert lui-même reste un mystère : il pourrait avoir joué un rôle de libraire, commandant la décoration des ouvrages qu'il copie, mais rien ne prouve qu'il était à la tête de cet atelier d'enlumineur.
L'atelier réalise principalement des livres d'heures, surtout à l'usage de Rome, avec des litanies ou des calendriers à l'usage de Lyon, mais pas uniquement. En effet, plusieurs commanditaires qui ne viennent pas de cette ville n'hésitent pas à leur commander des ouvrages. C'est le cas d'Antoine de Lévis, comte de Villars, qui appartient à la cour des ducs de Bourbon, de Geoffroy de la Croix, trésorier de la guerre et haut fonctionnaire royal, de Jean-Louis de Savoie, cardinal savoyard ou encore de la famille troyenne Molé. Trois livres d'heures pourraient avoir un commanditaire italien et un autre allemand. L'atelier est aussi à l'origine de plusieurs livres profanes, dont des traductions d'auteurs latins ou des traités chrétiens.

## Sources d'inspiration
L'atelier reprend des modèles de différentes provenances pour réaliser ses miniatures. Les plus anciens modèles proviennent de l'enluminure parisienne de la première moitié du XVe siècle, comme les décors architecturaux du Maître de Bedford ou du Maître de Rohan. Les artistes lyonnais sont surtout influencés par les enlumineurs du Val de Loire de la seconde moitié du XVe siècle : ils reprennent des motifs provenant principalement de Jean Colombe et de ses collaborateurs, comme le Maître du Missel de Yale, notamment les encadrements présents dans les Heures de Louis de Laval. De Colombe, ils reprennent aussi la pose des personnages, le rendu des drapés, ainsi que les visages. Il semble que ce soit particulièrement le Maître de Guillaume Lambert et le Maître du Getty 10 qui aient été formés dans la vallée de la Loire. Il se peut aussi que Jean Colombe ait passé quelque temps à Lyon à l'époque où il était au service de Charles Ier de Savoie. Un livre d'heures, destiné à Jean Molé, a d'ailleurs été copié dans une écriture très proche de celle de Guillaume Lambert et enluminé par Colombe en collaboration avec le Maître de Guillaume Lambert, sans doute à Lyon. Plusieurs motifs sont aussi repris directement de Jean Fouquet, le maître de Jean Colombe, comme c'est le cas dans le manuscrit de Valère Maxime (Musée Condé, Ms. 833-834), qui reprend des modèles du Livre d'heures d'Étienne Chevalier. L'influence de Jean Bourdichon est quant à elle moins claire, et peut être arrivée à Lyon par des intermédiaires.
Une autre source d'inspiration réside dans l'enluminure flamande de l'époque. L'atelier lyonnais lui reprend la même recherche de réalisme dans les visages des personnages ou dans les paysages, et notamment la perspective atmosphérique. Il utilise aussi l'enluminure en grisaille qui trouve son origine dans les Flandres, notamment dans le livre d'heures de la BNF Lat.18015 qui emploie pour modèle une Vierge et l'Enfant de Hans Memling. L'atelier de Guillaume Lambert a pu avoir plusieurs occasions de se trouver au contact avec le nord de l'Europe. De nombreux marchands flamands font du commerce avec les Lyonnais. La proximité de la Bourgogne et de leurs ducs pourrait aussi expliquer ces liens. À l'inverse, l'influence italienne est très faible : quelques miniatures du Maître de Boilly reprennent certes des motifs italiens, comme son Adoration des mages qui reprend celle de Gentile da Fabriano (Musée des Offices). Mais cela reste très ponctuel. Tout comme les peintres sur panneaux lyonnais de cette époque, les enlumineurs de la ville semblent essentiellement tournés vers l'art du nord et non transalpin.

## Les différents membres de l'atelier

### Le Maître du Getty 10

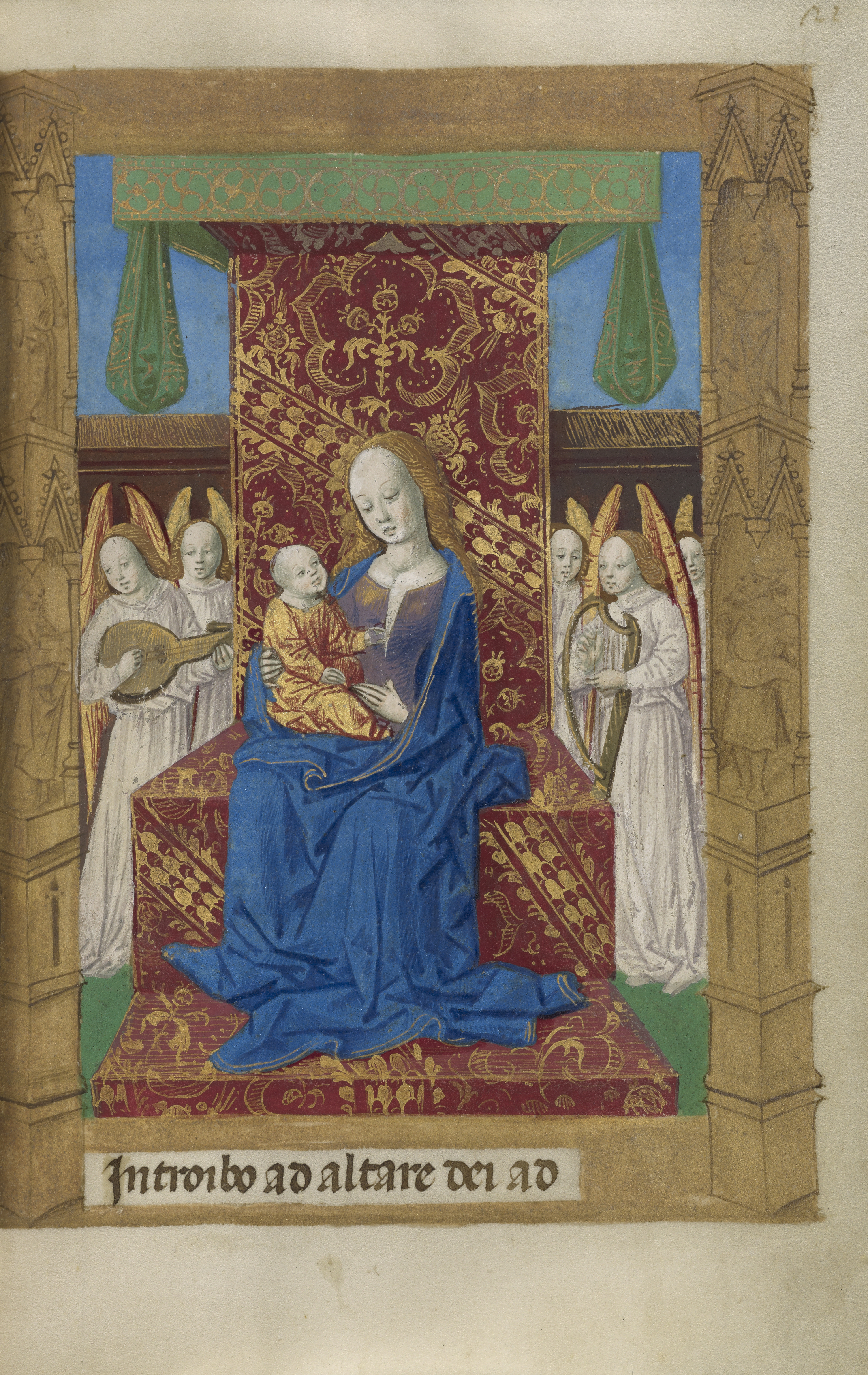
Vierge à l'Enfant, Getty Ms.10

Trois manuscrits sont entièrement de la main du maître :
- Livre d'heures de 1478, J. Paul Getty Museum, Ms.10[10]
- Défense de la conception immaculée de la Vierge de Pierre Thomas, traduit pour Antoine de Lévis, Bibliothèque nationale de France, Fr.989
- Chroniques de France abbrégées, Bibliothèque Sainte-Geneviève, Ms.3034

Il est aussi le principal contributeur du manuscrit de La Bouquechardière de Jean de Courcy pour le lyonnais Louis du Perier, actuellement à la Bibliothèque de Genève (ms.fr.70).

### Le Maître de Rosenberg
Ce maître doit son nom de deux livres d'heures conservés au sein de la collection d'Alexander P. Rosenberg à New York, passés en vente chez Christie's le 23 avril 2021 :
- Heures de la famille Molé à l'usage de Troyes, 12 grandes miniatures, 34 lettrines historiées, vers 1480 (Rosenberg Ms.5, vente lot 9)[11].
- Heures destinées à une dame, 9 grandes miniatures, vers 1490 (Rosenberg Ms.6, vente lot 10)[12]

Sa main est par ailleurs décelée dans : 
- un livre d'heures pour Geoffroy de la Croix, bibliothèque municipale de Lunel, ancienne collection Jean-Louis Médard, Ms.9 (en collaboration avec le Maître du Getty)
- un livre d'heures de la bibliothèque apostolique vaticane, Vat.Lat.3780
- un livre d'heures conservé à l'abbaye de Cava de' Tirreni en Campanie, Ms.45
- un livre d'heures conservé à la bibliothèque du Keble College d'Oxford, Ms.40
- les heures Mabon, Alcuin Library, Abbaye de Collegeville, Minnesota
- Une feuillet isolé représentant saint Jean ayant appartenu au marchand Bruce Ferrini, Akron (Ohio)

Il a aussi participé partiellement à d'autres manuscrits : 
- Livre d'heures, Musée des arts appliqués, Linel Collection, Francfort, LM36
- Livre d'heures, bibliothèque municipale de Lyon, Ms.6949

### Le Maître de Boilly

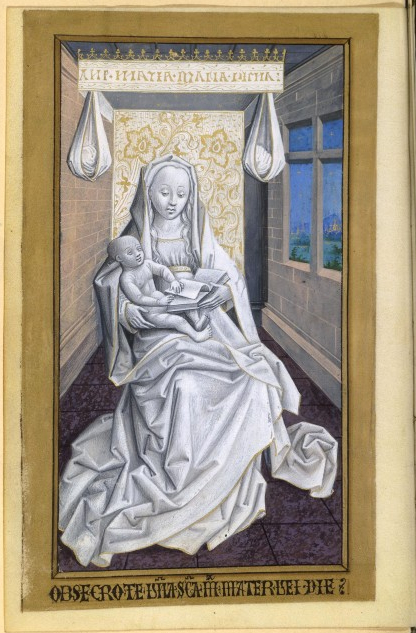
Livre d'heures à l'usage de Rome, BnF Latin 18015

Il a longtemps été confondu avec le Maître de Rosenberg et a été distingué par Elizabeth Burin. Selon elle, il est à l'origine de trois manuscrits : 
- Heures dites de Jules Boilly, collection du libraire Heribert Tenschert, Suisse (passées en vente à Paris chez Fraysse, 18 novembre 2015, lot 21).
- Livre d'heures, BNF, Lat. 18015
- La Bouquechardière, manuscrit en deux tomes acquis par Jean-Louis de Savoie, BNF, Fr.698 et Bibliothèque royale de Belgique, Ms.9503-04

### Le Maître de l'histoire ancienne

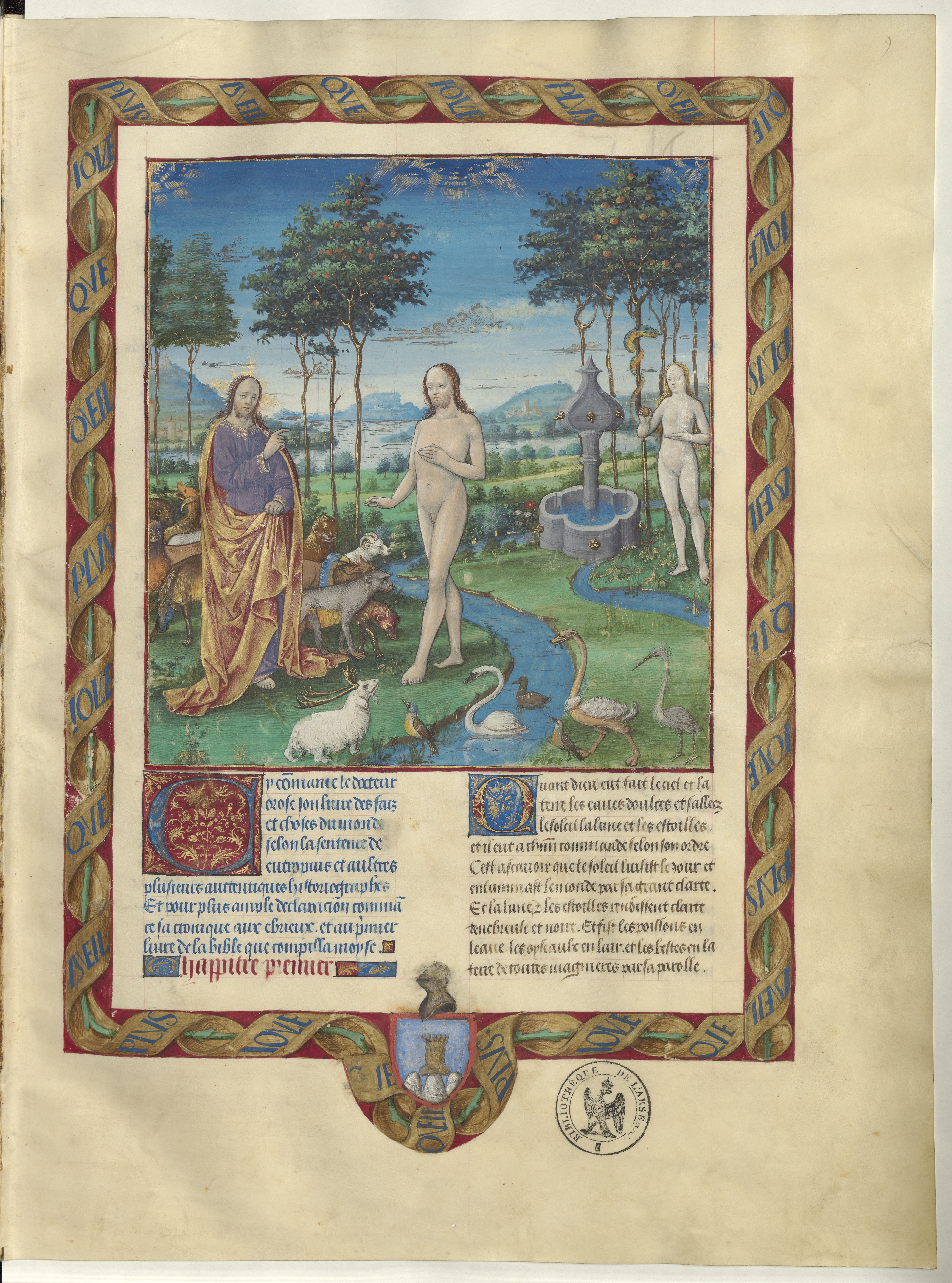
Histoire ancienne jusqu'à César, Arsenal, Ms.5081

Il est l'auteur des enluminures d'une Histoire ancienne jusqu'à César, Bibliothèque de l'Arsenal, Ms.5081. Il a aussi participé à la décoration de plusieurs autres manuscrits : 
- Des Cas des nobles hommes et femmes, Fondation Martin Bodmer, Ms.74
- Dits et faits mémorables de Valère Maxime, pour Louis du Périer, en collaboration avec le Maître du Getty 10, avant 1482, Musée Condé, Chantilly, Ms.833-834
- Bréviaire à l'usage franciscain, 3 miniatures, Bibliothèque de l'Arsenal, Ms.101

### Le Maître de Guillaume Lambert
C'est le maître le plus prolifique de l'atelier, il a enluminé notamment :
- Heures de Guillaume Lambert de 1484, Morgan Library, M.1162[13]
- Heures de Claude I Molé, Morgan Library, M.83[14]
- Livre d'heures, bibliothèque municipale de Rouen, Ms.3027
- Livre d'heures ayant appartenu au seigneur allemand Hans Werner von Zimmern, Bibliothèque nationale autrichienne, Cod.ser.nov.2598
- Livre d'heures de Jean Molé, en collaboration avec Jean Colombe, vers 1485, Société des lettres, sciences et arts de l'Aveyron, Rodez, Ms.1[15]
- Pontifical, British Library, Egerton 1067[16]
- La Passion de nostre seigneur Ihesus Christ de Jean Gerson à destination de Guillaume Molé, en collaboration avec le Maître de Rosenberg, J. Paul Getty Museum, Ms.25[17]
- un livre d'heures, vers 1480, aujourd'hui détruit dont 4 feuillets subsistent : Musée Mayer van den Bergh, Anvers (Annonciation, Ms.371), Musée Rolin (Un Donateur, SE207) et Société Éduenne (Saint Jean à Patmos, miniature n°5) à Autun, et Metropolitan Museum of Art, Lehmann Collection (Vierge à l'Enfant, 1975.1.2466)[18]
- deux feuillets (Annonciation aux bergers et Trinité en gloire) provenant d'un livre d'heures daté vers 1475-1480 (Free Library of Philadelphia, Lewis Cuttings, 11:3 et 11:4).
- deux feuillets isolés (Nativité et Adoration des mages) provenant d'un livre d'heures, collection particulière.